# Mode 1900–1910

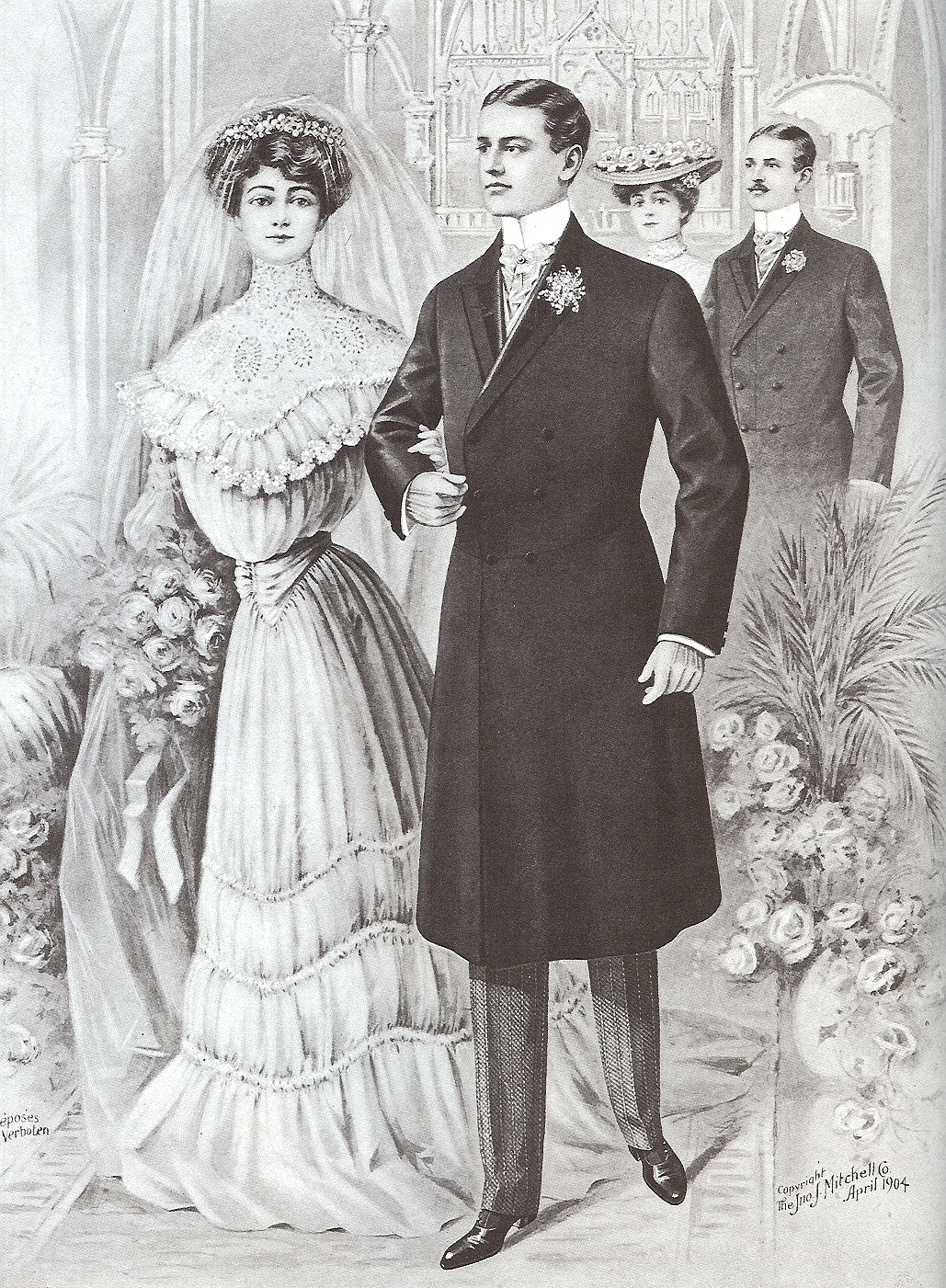
Frock Coat April 1904

Mode 1900–1910 syftar på modet under perioden mellan 1900 och 1910. Under denna tidsperiod var mode inte längre enbart ett västerländskt fenomen, utan hade blivit ett internationellt fenomen. Modet dikterades dock alltjämt från Europa. 

## Allmänt
Denna era var genombrottet för haute couture och de internationellt berömda modeskaparna. I Sverige syddes franska modeskapares modeller upp av NK:s Franska damskrädderi och senare Märthaskolan. Att modet nu kom att bero på den enskilda modeskaparens idéer snarare än på en gemensam modelinje gjorde att modet så småningom skulle komma att bli mindre enhetligt, men ännu hade den inte nått denna punkt, och modeskaparna höll sig till olika versioner av samma mode.  

## Dammode

### Klädedräkt

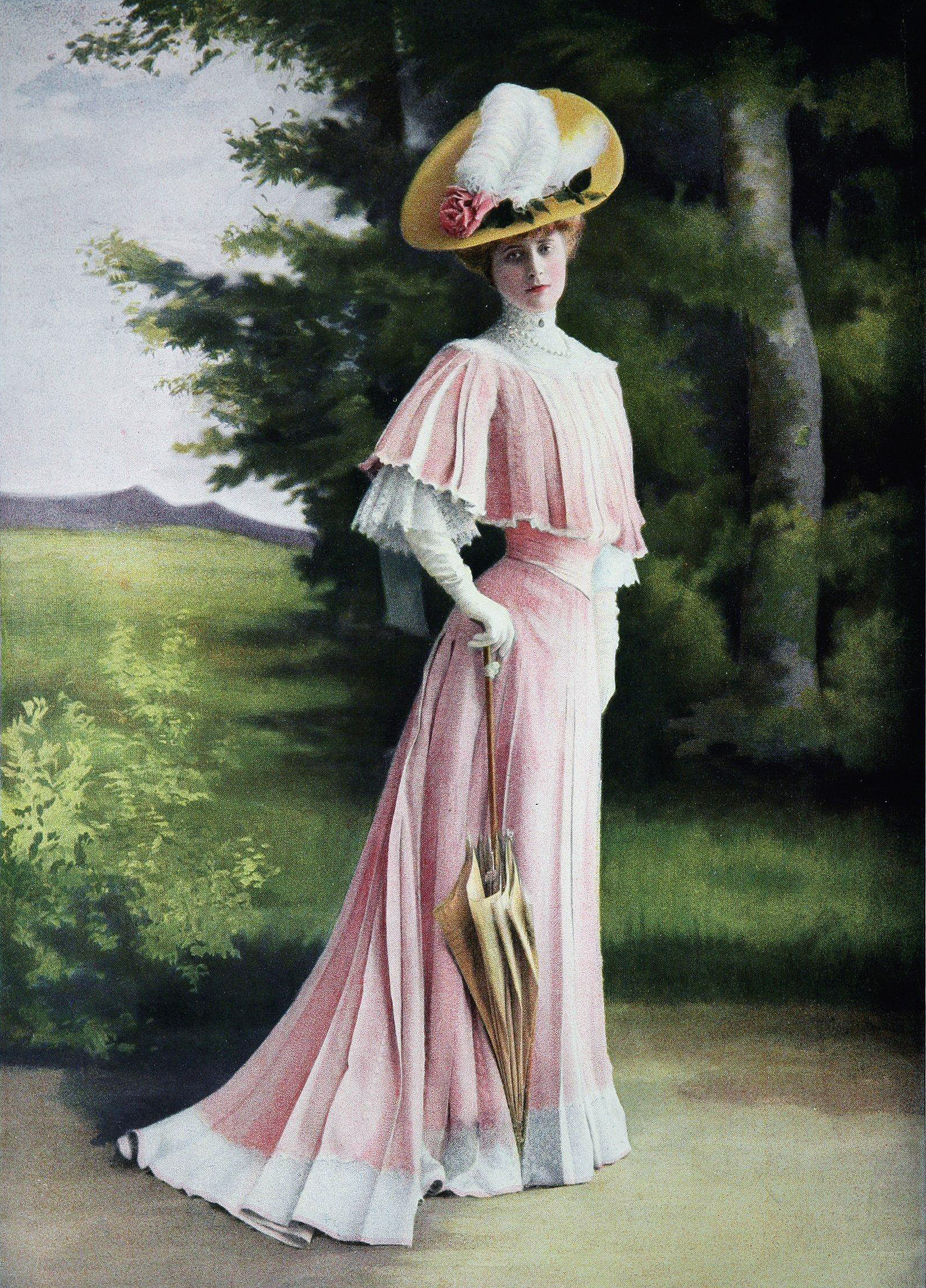
Robe de ville

Silhuetten präglades nu av den så kallade S-linjen, som ersatte timglasfiguren. Den nya så kallade hälsokorsetten satt endast över mellangärdet och lämnade bröstkorgen fri. Detta skapade en visuell lutning av rygg och axlar bakåt, och ett överdimensionerat bröstparti ovanför den smala getingmidjan. I kombination med att det blev modernt med långa kjolar och släp, kom den fashionabla silhuetten att liknas vid bokstaven S. Silhuetten visade smala höfter och midja och en smal släpande kjol, med vidden koncentrerad vid kjolens nederdel; vid nederdelen av ärmarna; över bröstet, som kallades "duvbröst", och i hår och hatt. 
Klänningslivet eller blusen hade smal midja men var rikligt dekorerad, alternativt med en pelerin, över bröstet för att markera kontrast mellan den smala midjan och bröstkorgen. Armarna hade gärna puff, men nu under armbågen istället för över, och var gärna dekorerade på nederdelen av ärmen. 
Kjolen var smal över höfterna men skulle nu vara mycket lång och ha svepande släp även under dagtid, och nederdelen av kjolen dekorerades rikligt för att framhäva den moderna silhuettens smala kjol, höfter och midja. 
Modet dikterades ljusa glada färger med mycket rysch och dekorationer, och vita ryschiga klänningar i lätta tyger som tyll och chiffong var populära. 
Ett mycket populärt plagg var den så kallade tea gown (teklänningen), en klänning som ursprungligen varit en protest mot modeindustrin genom sina lösa modell utan korsett, inkluderades nu allmänt i en modemedveten garderob, och bars hemma till vardags med all den rysch som modet dikterade. 
Parallellt med modedräkten användes också den nu klassiska och omtyckta blusen och korta promenadkjolen med kostymjacka allmänt som vardagsklädsel, särskilt av de nu allt oftare arbetade eller studerande medelklasskvinnorna. Till denna nya "dräkt", som inspirerats av herrmodet, bars också gärna slips, fluga och herrhatt.  

### Hår och huvudbonad
Frisyren var stor: håret borstades från ansiktet över en valk som låg runt huvudet för att ge volym, och fästes i en knut uppe på huvudet. Även hattarna skulle vara stora, och det var modernt med den vidbrättade kvarnhjulshatten med stora brätten och rikligt dekoration av blommor, frukter och plymer. Kosmetika användes nu allmänt av kvinnor. 

### Bildgalleri

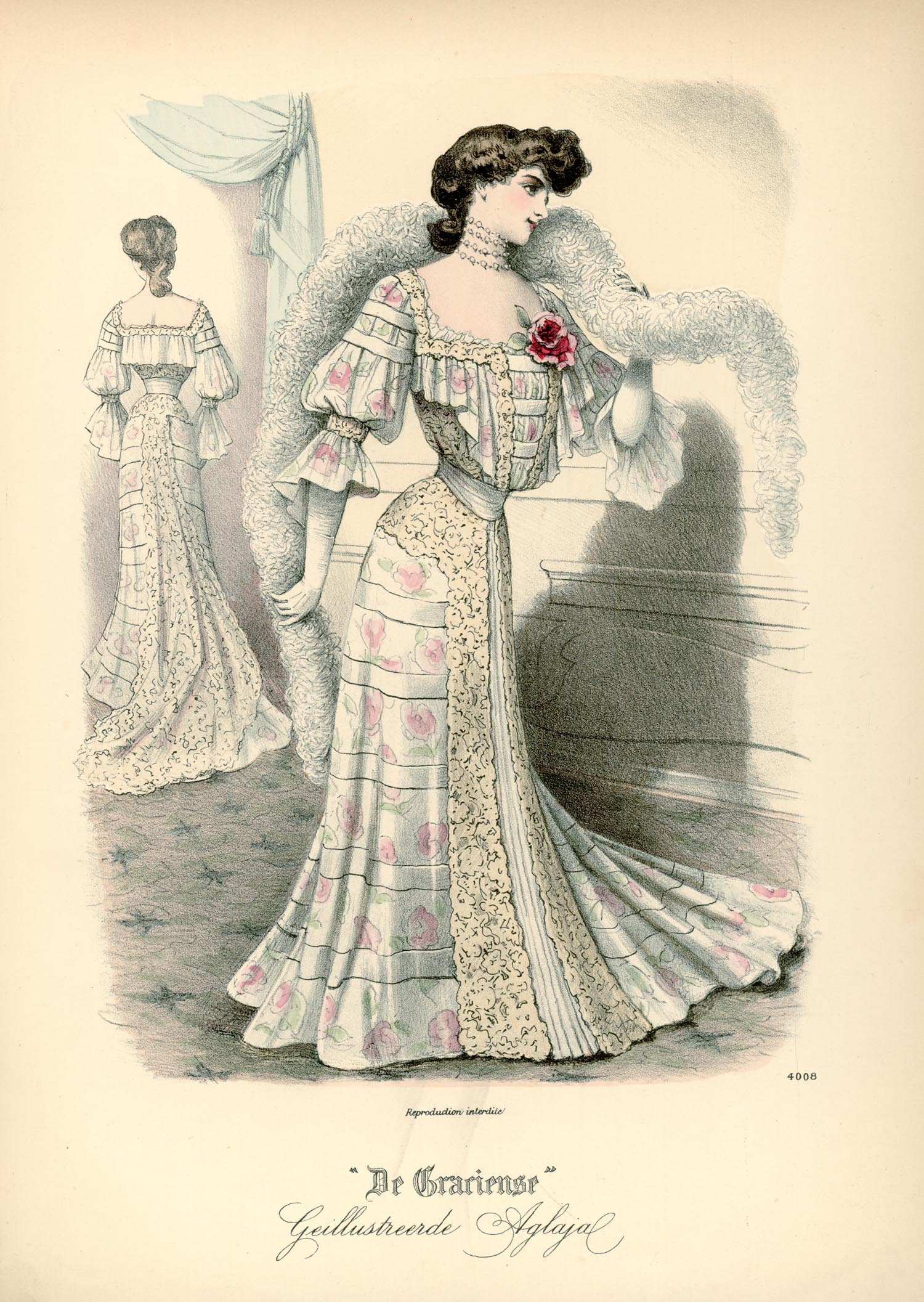
Gracieuse. Geïllustreerde Aglaja, 1902, aflevering 9, pagina 72-1
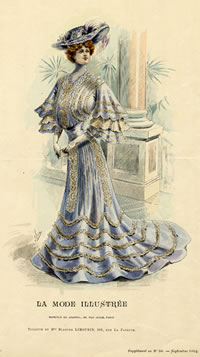
Fashion Plate 1904
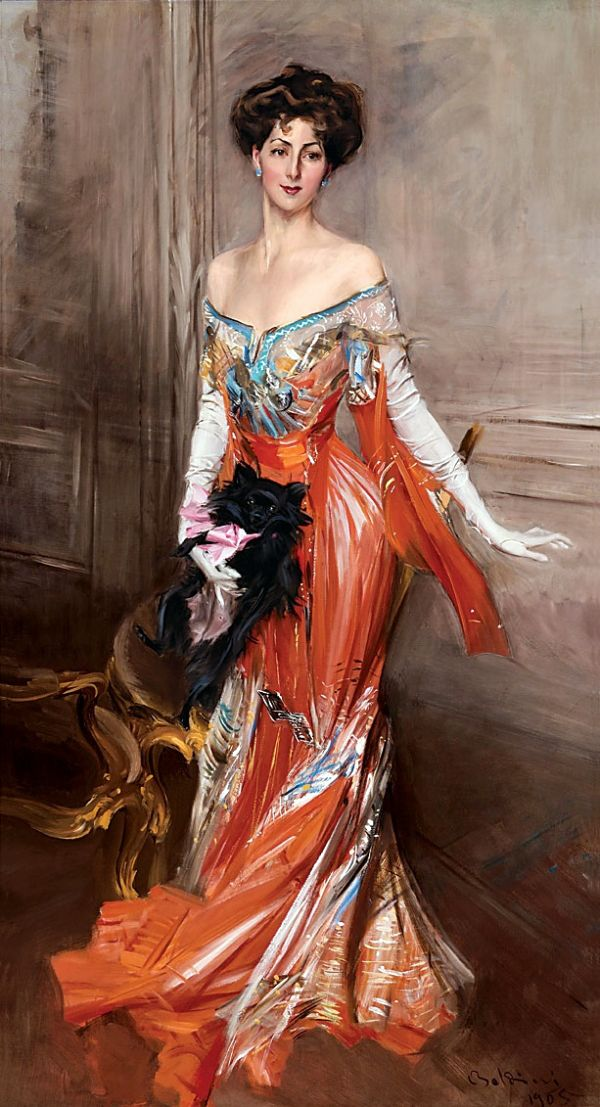
Elizabeth Drexel
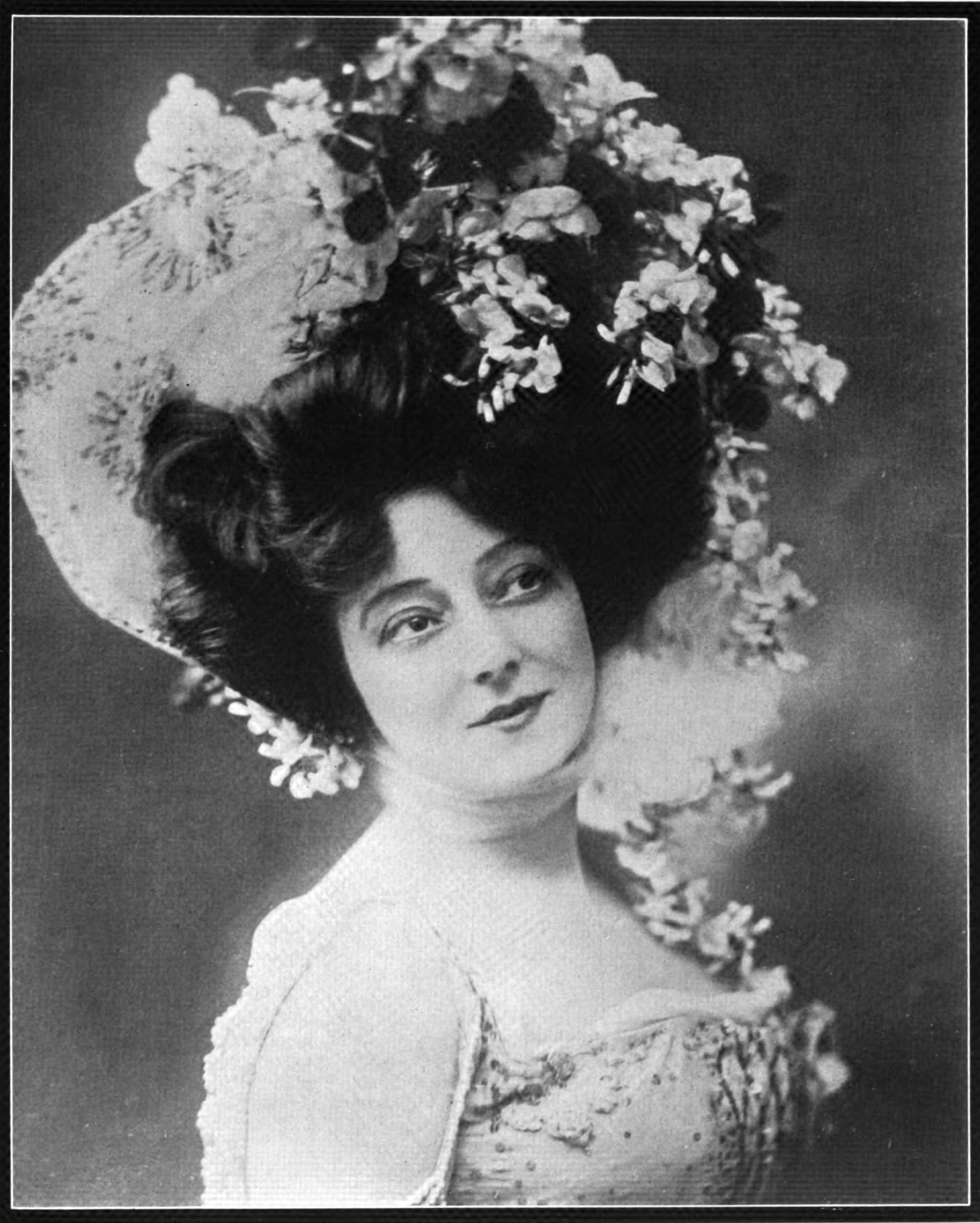
Anna Held 001
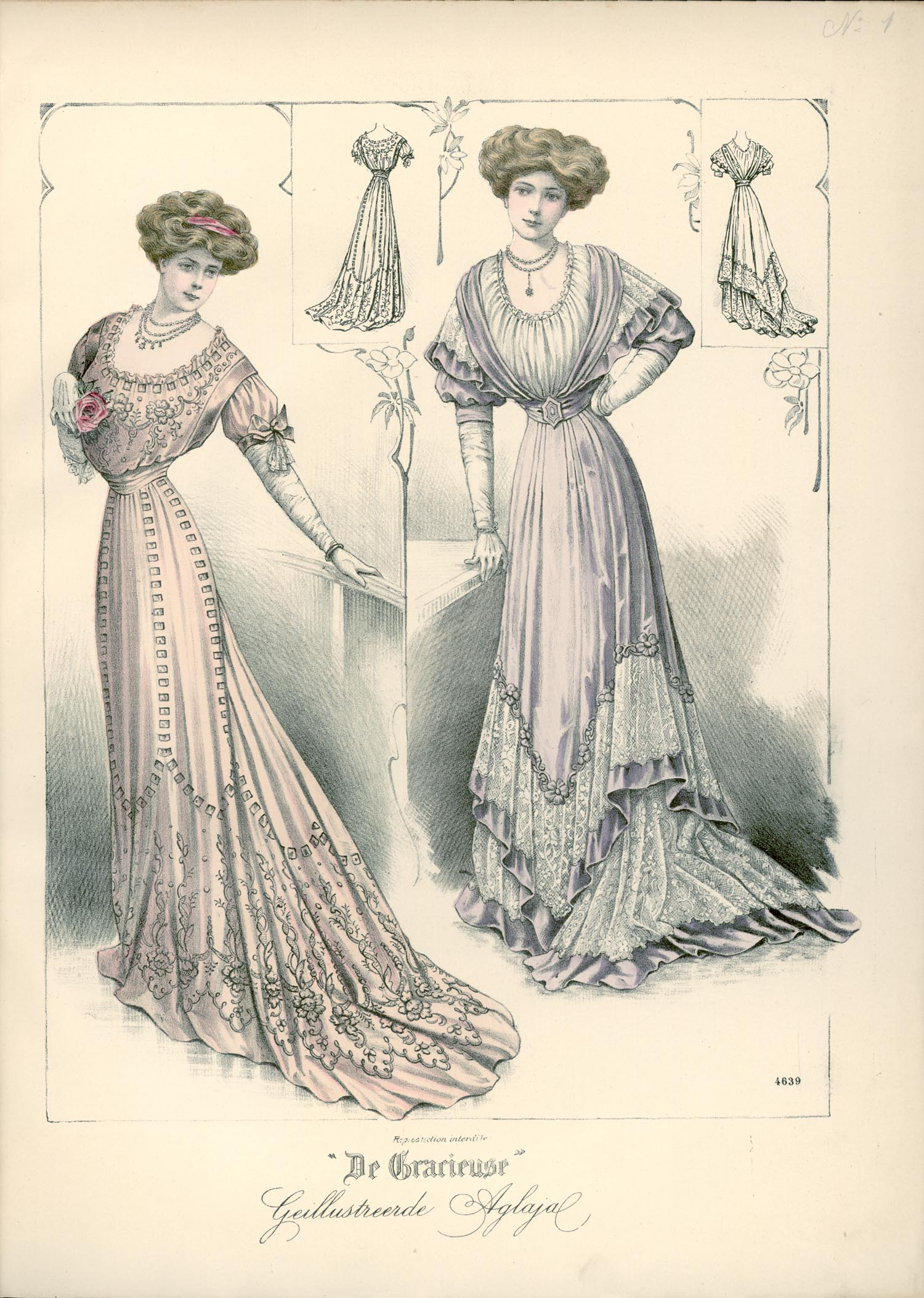
Gracieuse. Geïllustreerde Aglaja, 1908, aflevering 1, pagina 16-12
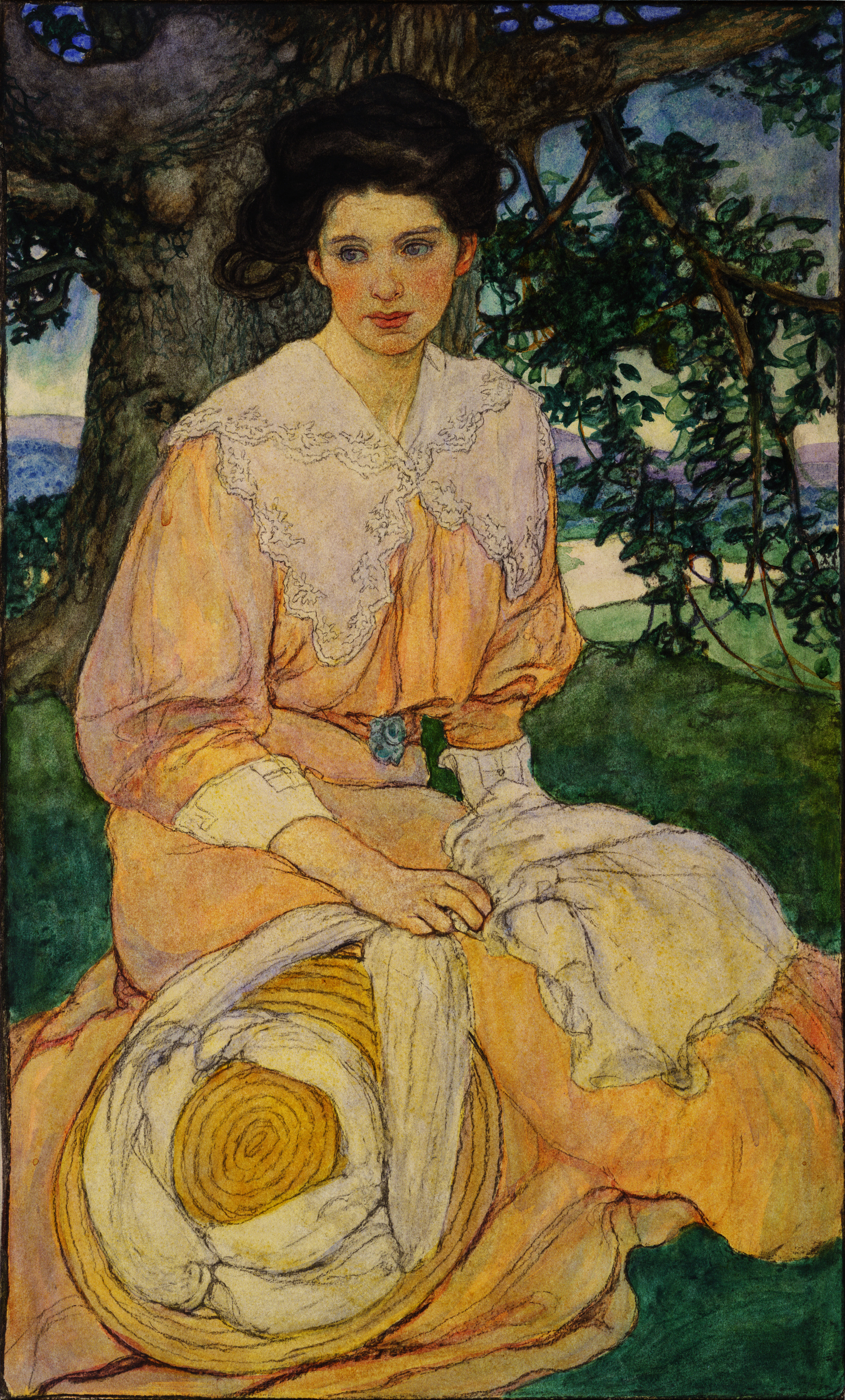
Giséle, by Elizabeth Shippen Green, 1908

## Herrmode

### Klädedräkt
Herrmodet var konservativt och ändrades mycket litet från föregående årtionde. 
Den tredelade kostymen bestående av kavaj, väst och byxor var den självklara basen för herrdräkten. Skjortan hade inte längre hög hals utan en nedvikt krage över slips. Kavajen var enkelknäppt och gick högt upp mot halsen. Vid denna tid blev det modernt med pressveck för kostymbyxorna. Kostymerna var under denna tid enfärgade. Liksom tidigare var kostymen gärna vit eller ljus då den bars på fritiden. 
Frack bars till formell festdräkt och smoking till informell festdräkt. Cylinderhatt bars ännu ofta som assecoir till festdräkt.  
Den så kallade Norfolk suit, en Norfolk jacket till knickerbockers-byxor, var en populär fritidsklädsel. Den utvecklades till att senare bli golfkläder. Till fritidsklädsel var nu också blazern populär, gärna marinblå till ljusa byxor. 

### Hår och huvudbonad
Homburghatten bars nu allmänt till kostymen. 

### Bildgalleri

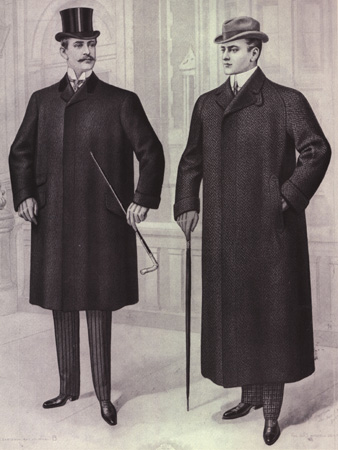
Coats Dec 1900
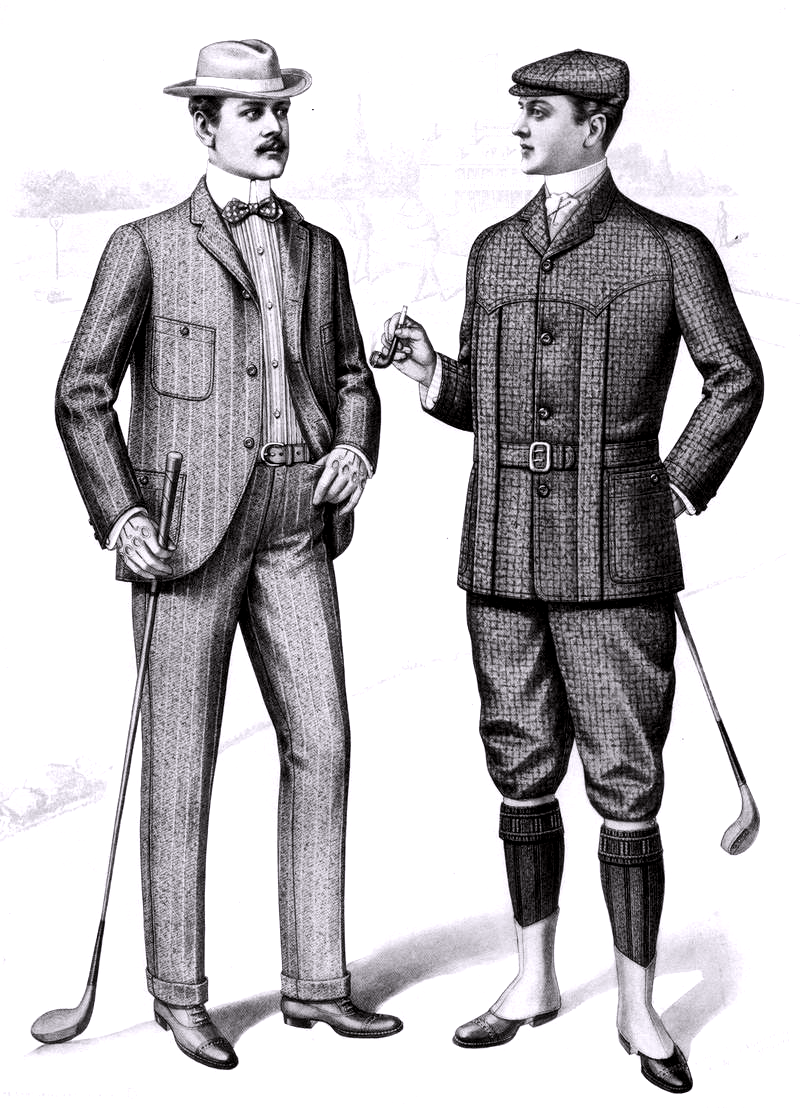
1901 Sartorial Arts Journal Fashion Plate Men's Golfing Clothes

### Övriga källor
- Kybalova, L Den stora modeboken Folket i bilds förlag, Stockholm 1969
- Broby-Johansen, R., 1900-1987. - Kropp och kläder : [klädedräktens konsthistoria] / R. Broby-Johansen ; [övers.: Herbert Friedländer ; teckningar: Ebbe Sunesen] ; [dräkttermerna granskade av Björn Hallerdt].. - 1978 - 2., utök. uppl., 2. tr.. - ISBN 9129505976
- Gorsline, Douglas (1993[1952]). A history of fashion: a visual survey of costume from ancient times. London: Batsford
- Brown, Carolina (1991). Mode: klädedräktens historia genom fem sekler. Stockholm: Rabén & Sjögren
- Brown, Carolina (2005). Skönhetens mask ur den kroppsliga skönhetens historia. Enskede: TPB
- Jacobson, Maja (2009). Färgen gör människan: om färg, kläder och identitet från antiken till våra dagar. Stockholm: Carlsson
- Tydén-Jordan, Astrid (red.) (1987). Kungligt klädd, kungligt mode. Stockholm: Bergh